# Fort-Louis
Fort-Louis é uma comuna francesa na região administrativa de Grande Leste, no departamento Baixo Reno. Estende-se por uma área de 12,39 km². Em 2010 a comuna tinha 295 habitantes (densidade: 23,8 hab./km²).